# Любовный узел
Любо́вный у́зел — собирательное название для особой группы морских узлов, которые использовались в символических и декоративных целях. Название «любовный» может быть отнесено ко многим узлам, основанным на паре симметрично переплетённых между собой узелков. Закрепившееся романтичное название «любовный» обусловлено красивой и симметричной формой узла. В старейшем источнике давалось такое условие, позволяющее узлу называться «любовным» — «двойной узел с парой бантиков» (a sort of double knot with two bows). Это описание настолько расплывчато, что существует лишь один признак, с которым согласно большинство знатоков — любовный узел должен состоять из пары узелков так, чтобы при переплетении между собой образовать красивый симметричный вид.
По морской легенде, некий моряк не мог набраться смелости, чтобы сделать предложение своей девушке, и «забросил крючок» — отправил ей завязанный на рыболовной леске, но не затянутый «любовный» узел, две части которого отстояли одна от другой. Если бы узел был возвращён моряку в том же состоянии, то это означало бы помолвку. Если бы узел был возвращён крепко затянутым, это означало бы готовность к свадьбе. Если же узел вернулся бы полностью развязаным, это означало бы отказ.
Также ювелиры изготовляли обручальные кольца — подарок моряка невесте в виде пары колец из золотой проволоки, которые были отдельными и свободно передвигались, однако были завязаны общим «любовным» узлом, который соединял их, что служило символом союза влюблённых, несмотря на длительное отсутствие моряка.

## Перечень «любовных» узлов
| Изображение | Наименование на русском языке | Наименование на английском языке | Описание |
| ----------- | ----------------------------- | -------------------------------- | --- |
|             | Рыбацкая петля                | True-Lover’s Knot                | Это наименее удовлетворяющий требованию симметрии из всех «любовных» узлов, но именно к нему относится легенда; представляет собой петлю (кольцо) |
|             | Рыбацкий узел                 | True-Lover’s Knot                | Соединяющий симметричный узел |
|             | Узел истинной любви           | True-Lover’s Knot                | Пара колец, переплетённых между собой |
|             | Узел Каррика                  | True-Lover’s Knot                | На кольце может располагаться вдоль кольца |
|             | Жозефина                      | True-Lover’s Knot                | На кольце может располагаться поперёк кольца |
|             | Матросский крест              | True-Lover’s Knot                | Симметричный плоский узел в виде креста; имеет одинаковый (равный) рисунок как с одной стороны, так и с другой                                    |
|             | Узел Метью Уолкера            | True-Lover’s Knot                | Крепкий стопорный узел |
|             | Бантик                        | True-Lover’s Knot                | Разновидность «любовных» узлов; связан парой концов с парой петелек                                                                               |
|             | Китайский коронный узел       | True-Lover’s Knot                | Разновидность «любовных» узлов; связан парой концов с парой петелек                                                                               |